# فينغ زهيوي
فينغ زهيوي (بالصينية: 冯卓毅) (18 يونيو 1989 بووهان في الصين - ) هو لاعب كرة قدم صيني في مركز الوسط. لعب مع نادي غوانغجو آر أند إف ونادي هينان جيانيي وChengdu Tiancheng F.C. ‏.

## روابط خارجية
- فينغ زهيوي على موقع قاعدة بيانات كرة القدم.إي يو (الإنجليزية)
- فينغ زهيوي على موقع Soccerway.com (الإنجليزية)